# بريسيلا بورخا
بريسيلا بورخا (بالإسبانية: Priscila Borja)‏ (28 أبريل 1985 في إسبانيا - ) هي لاعبة كرة قدم إسبانية في مركز جناح ‏. شاركت مع منتخب إسبانيا لكرة القدم للسيدات. أما مع النوادي، فقد لعبت مع أتلتيكو مدريد للسيدات وRayo Vallecano Femenino ‏ وCD Híspalis ‏ وCE Sabadell (women) ‏ ونادى استوديانتس دى ويلفا للسيدات لكرة القدم وExtremadura Femenino CF ‏ وSporting de Huelva ‏.

## وصلات خارجية
- بريسيلا بورخا على موقع الاتحاد الدولي (مؤرشف)  (الإنجليزية)
- بريسيلا بورخا على موقع الاتحاد الأوربي (الإنجليزية)
- بريسيلا بورخا على موقع قاعدة بيانات كرة القدم.إي يو (الإنجليزية)
- بريسيلا بورخا على موقع Soccerway.com (الإنجليزية)